# Sesuvium ayresii
Sesuvium ayresii är en isörtsväxtart som beskrevs av W. Marais. Sesuvium ayresii ingår i släktet Sesuvium och familjen isörtsväxter. Inga underarter finns listade i Catalogue of Life.